# مارکو ویسکونتی (فیلم ۱۹۲۵)
مارکو ویسکونتی (ایتالیایی: Marco Visconti) یک فیلم درام تاریخی ایتالیایی به کارگردانی آلدو د بندتی است که در سال ۱۹۲۵ منتشر شد. از بازیگران آن می‌توان به بروتو کاستلانی و آملتو نوولی اشاره کرد.